# Feuilles volantes
Les feuilles volantes désignent les chansons bretonnes vendues par colportage sur les marchés, dans les foires et les pardons, du XVIIIe siècle jusqu'à la fin des années 1950. Ces feuilles, de mauvaise qualité, relatent un fait divers, un événement remarquable, une information pratique, une circonstance, un métier, un fait surnaturel, la religion... 
Ainsi, l'actualité est transmise à une population majoritairement non francophone, n'ayant pas accès aux journaux en français et se déplaçant peu hors des communes environnantes.

## Histoire

### Origine
L'origine des « feuilles volantes » remonte aux débuts de l'imprimerie et ne désigne donc pas la Bretagne comme centre de production originel en France, mais bien plusieurs villes où les premiers pôles d'impression émergent : Paris, Lyon, Tours, Troyes, Rouen... Ces impressions appelées « occasionnels » assurent une activité d'appoint aux imprimeries, elles se présentent sous la forme de plaquette, d'opuscule, de livret, de cahier (on parle en ancien français de cayer, de liuret). Des raisons utilitaires et des arrière-pensées guident ce développement : l'utilisation des chutes de papier, par exemple, ou la nécessité de diffuser des idées rapidement de façon fixe par l'écrit plutôt que de faire confiance au crieur public. La qualité du papier et de l'encre est souvent mauvaise, mais le prix est très bas (deux deniers en moyenne pour 4 à 8 pages). Le tirage dépasse rarement un millier d'exemplaires. Ces productions regardent ce que l'on appelle de manière générique l'imagerie populaire au sens large et ce ne sont pas des cahiers ou des livres reliés.
Des productions existent dans les campagnes de la France entière jusqu'au XXe siècle. En Bretagne, les plus anciennes feuilles volantes en breton sont des cantiques, imprimés notamment par le prédicateur Julien Maunoir (1606-1683). En Basse-Bretagne, pays peu francophone, elles s'adressent au peuple dans sa langue.

### Diffusion

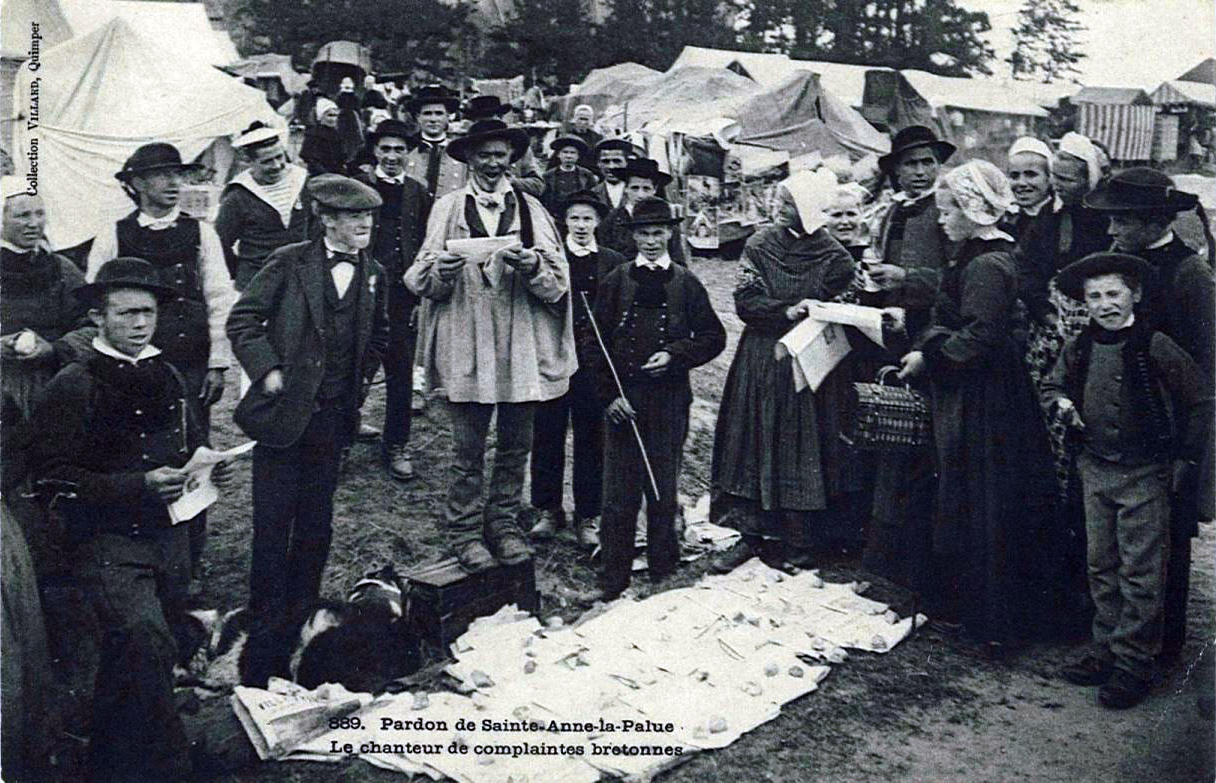
Vente de feuilles volantes au Pardon de Sainte-Anne-la-Palud par la femme du chanteur en 1902.

L'âge d'or de la feuille volante en Bretagne se situe au XIXe siècle. L'intérêt des gens, la diffusion lente mais régulière d'une culture prosaïque mais d'application quotidienne, le besoin d'avoir des nouvelles sur ce qui se passe dans le monde, tout cela a conditionné le succès de leur diffusion. 
Le catalogue de Joseph Ollivier, publié en 1942, recense et classe 1 154 chansons. Ce travail très important au niveau du patrimoine breton ne recense pas l'ensemble de la création en Bretagne mais présente une sérieuse analyse de la littérature chantée sur feuilles volantes.

### Déclin
Le déclin de la feuille volante est dû à plusieurs facteurs. Il s'agit tout d'abord d'un support devenu inadapté face au développement de la concurrence des médias ; les journaux régionaux qui s'adressent à un public plus instruit et bilingue, puis  la radio et la télévision. La progression du français comme langue de contact et d'échanges dans des couches de population jusque-là totalement et uniquement bretonnantes, y est également pour beaucoup. Cette pression, restreignant le breton à la sphère privée, fait que la langue est de moins en moins utilisée. On constate enfin une dégradation qualitative sensible du répertoire depuis la fin du XIXe siècle, due à la pénétration d'airs de café-concerts parisiens et aux paroles associées. La jeunesse se tourne vers de nouvelles modes musicales et culturelles. Pour finir, il faut aussi noter l'amélioration des conditions de vie qui, au cours du XXe siècle, provoque la disparition progressive des colporteurs pauvres qui assuraient la vente des chansons lors des événements publics.

## Thèmes
- Histoire de France et grands personnages : épopée napoléonienne (généraux nés en Bretagne, la Tour d'Auvergne, Moreau...), rois, ducs, gens d'Église...
- Événements dramatiques : crimes, catastrophes naufrages, guerres et calamités diverses.
- Politique : au sujet des élections locales et des dirigeants à partir de la Ille République
- Vie de saints et cantiques : chants religieux
- Célébration de la localité et tours de paroisses : la description laudative d'une ville ou l'énumération de villages ou lieux alentour en ajoutant des commentaires sur les habitants ou les propriétaires[5].
- Célébration du pays comme dans Ma zi bihan
- Conscription : tirage au sort public, départ, service militaire...

- Chansons d'amour contrarié
- Joutes chantées (disput) : disputes mettant en scène deux personnages, par exemple, un Léonard et un Trégorrois, un marin et un agriculteur voire deux entités comme l'eau et le feu[6].
- Chansons bilingues : la moitié des vers du quatrain était en breton et l'autre en français (pas une traduction du breton mais de la suite de l'histoire racontée en français).
- Morale, modes et toute tendance à ne pas « tenir son rang »[6]
- Inventions et nouvelles technologies : l'apparition du chemin de fer, des allumettes, du vélocipède, des moteurs, de l'aviation[7]...

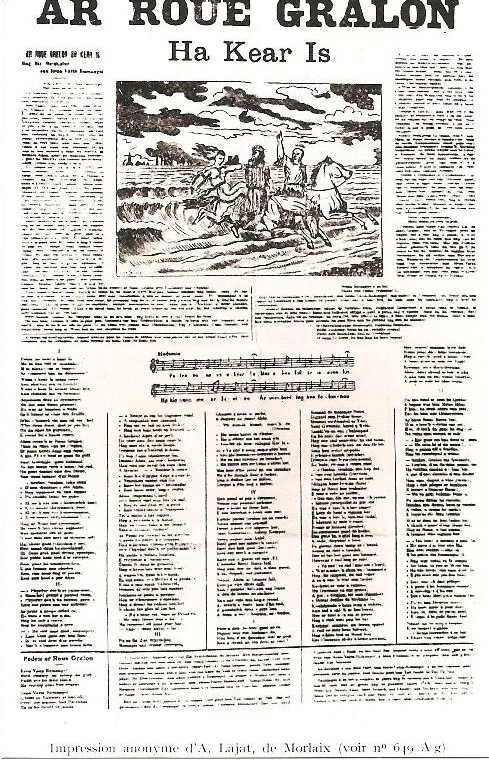
Le Roi Gradlon et la Ville d'Ys. Olivier Souêtre (1850)
- Chanson nouvelle composée au sujet de deux jeunes pigeons. Jean-Marie Le Guyader (1903)
- Une dispute entre un Cornouaillais et un Trégorois. Jean-Marie Le Neindre (vers 1900)
- Le sergent-major de Spézet et sa bien-aimée au cœur brisé. François Ruppe

## Forme
Une feuille volante se compose en général d'une chanson, imprimée sur une ou plusieurs feuilles de papier, selon sa longueur. Parfois, il peut s'agir d'un véritable livret, où voisinent diverses chansons, du même auteur ou d'auteurs différents. Ceci correspondait sans doute à un choix de l'imprimeur éditeur, qui avait intérêt, quand il éditait une nouveauté, à republier, par la même occasion, des textes dont il connaissait la popularité. Afin de réduire au minimum le prix de revient, le papier utilisé était de mauvaise qualité, proche du papier d'emballage et surnommé « papier à chandelles ». Les caractères d'imprimerie étaient souvent usés, écrasés, peu lisibles. 
Le haut de la page porte le titre majuscule en caractères gras et de grande taille, afin qu'il soit visible de loin lors de la vente publique. Parfois ce titre est assez long, explicatif. De temps en temps, il comporte un sous-titre ou un avertissement. En dessous est mentionné le timbre, c'est-à-dire l'air sur lequel la chanson peut être interprétée.
La surface de la page était occupée au maximum, il n'y avait ni illustrations ni fragments de partitions musicales (la mention de l'air suffisait, peu d'acheteurs sachant lire la musique). Le texte lui-même est disposé sur une ou deux colonnes, en couplets numérotés ou non. La longueur de la chanson est généralement importante, il n'est pas rare que celle-ci comporte plusieurs dizaines de couplets, sans refrain. A la fin, on peut trouver la signature de l'auteur, rarement une note finale. En pied de page, figure le nom de l'imprimeur et son adresse.
Les formats utilisés sont très divers, du petit in-octavo qui tient dans la poche jusqu'au grand in-folio. La typographie a quelque peu évolué entre le XVIIIe et le XXe siècle, et permet de dater les différentes versions des chansons. On ne trouve pas d'illustrations, ou alors très rarement, au début d'un livret. Il peut exister néanmoins en décoration quelques vignettes, bandeaux, ou de simples culs-de-lampe au bas des pages. 

### Ouvrages
- Joseph Ollivier et Pierre Leroux, La chanson populaire bretonne sur feuilles volantes : catalogue bibliographique, éd. Le Goaziou, 1942, 451 p.
- Daniel Giraudon, Chansons de langue bretonne sur feuilles volantes et compositeurs populaires. Un chansonnier du Trégor : Yann ar Gwenn, (2 t., Thèse de doctorat UBO-CRBC, Brest, 1982)

- Daniel Giraudon, Chansons populaires de Basse-Bretagne sur feuilles volantes, Skol Vreiz, Morlaix, 1985, collection Bleue no 2-3, 131 p.
- Daniel Giraudon et J. Tanguy, « Feuilles volantes », dans Dictionnaire du patrimoine breton (dir. Alain Croix), Editions Apogée, Rennes, 2000.
- Daniel Giraudon, « Prologues de mystères et chansons populaires sur feuilles volantes », dans Chansons de colportage, Reims,  2002, pp 153-169 (Actes du colloque de Troyes organisé par le CEPLECA le 22-23 juin 2001).
- Daniel Giraudon, « La chanson populaire de langue bretonne sur feuilles volantes », dans Cultures de Bretagne, Skol Vreizh, 2004, pp. 171-176.
- Patrick Malrieu, Le Catalogue de la chanson populaire de tradition orale en langue bretonne, (Thèse de doctorat études celtiques Univ. De Haute-Bretagne, Rennes II, 1998)
- Serge Nicolas et Thierry Rouaud (préf. Yann-Fañch Kemener), Quand les Bretons chantaient l'histoire, Spézet, Montagnes Noires, 2013, 160 p. (ISBN 2919305468)
- Serge Nicolas, Guerre de 1870 et Commune de Paris dans les chansons sur feuilles volantes en Basse-Bretagne, Skol-Huel ar Vro, 2016, 116 p.

### Articles de presse
- Patrick Malrieu, « Histoire de la chanson populaire bretonne. Les feuilles volantes », Musique bretonne, n°3, avril 1980, p. 6-12
- Gwennolé Le Menn, « Feuilles volantes, en breton du XVIIe siècle », Musique bretonne, n°63, juillet 1986, p. 6-9
- Serge Nicolas, « Les chansons énumératives sur feuilles volantes », Musique bretonne, n°134, 137 et 140, mars 1995-1996, parie 1 - partie 2 - partie 3
- Thierry Rouaud, « Feuilles volantes. Les tubes du kan ha diskan », Musique bretonne, n° 171, mars 2002, p. 28-31, lire en ligne